# Саруґаку
Саруґаку — вид японського народного фарсу, що містить акробатику, клоунаду, жонглювання, ходіння на ходулях, танці, фокуси тощо.
До 11 ст. називався санґаку.
В Японії традиційно вважається, що театр но створили бродячі міми саруґаку-хосі («хосі» — монах), чиє мистецтво було поширене вже в VIII столітті. Жебраки бродячі актори звеселяли народ на дорогах і в селах виставами саруґаку, що включали акробатику, клоунаду, жонглювання, ходіння на ходулях, танці, фокуси. «Саругаку» нерідко перекладається в європейській літературі як «monkey music(мавп'яча музика)», проте японські дослідники вважають, що в обох варіантах написання слова «саруґаку» (яп. 猿 楽 / 申 楽) перший ієрогліф вжито фонетично і смислового навантаження не несе.
Ігри саругаку користувалися загальною любов'ю, тому служителі святилищ і монастирів почали надавати виконавцям своє заступництво. З XI століття вистави бродячих акторів саруґаку-хосі стали включатися в програму громадських і релігійних свят, а в XII столітті при ряді храмів в довколишніх від столиці провінціях жили свої виконавці саруґаку, які об'єдналися в цехи дза (яп. 座, «трупа»). Актори виступали в дні святкових богослужінь, після містеріальних дійств, серед яких найпоширенішими були синтоїстичні каґура і еннен, а також буддійські дзюсі. Є відомості, що вже в 1246 році вистави саругаку включали в себе пісні і танці під музичний акомпанемент.